# Alfred Hemmann
Alfred Karl Martin Hemmann (* 13. Oktober 1895 in Gleiwitz; † 23. September 1957 in Gießen) war ein deutscher Generalleutnant im Zweiten Weltkrieg.

## Leben
Hemmann trat während des Ersten Weltkriegs am 10. Oktober 1914 als Fahnenjunker in das Infanterie-Regiment „Keith“ (1. Oberschlesisches) Nr. 22 der Preußischen Armee ein. Nach Absolvierung des Fahnenjunker-Kurses in Döberitz kam er Ende März 1915 als Zugführer an die Front, wurde am 22. Mai 1915 zum Leutnant befördert und ab Ende September 1915 als Adjutant des III. Bataillons verwendet. Nach Kriegsende trat er zur Polizei über und war als Major ab Mitte Juli 1934 Lehrer an der Technischen Polizeischule in Berlin.
Am 15. Oktober 1935 erfolgte seine Übernahme in das Heer der Wehrmacht. Hemmann wurde im Stab des neu aufgestellten Infanterie-Regiments 28 in der 8. Infanterie-Division angestellt und Mitte Oktober 1937 zum Kommandeur des I. Bataillons im Infanterie-Regiment 51 in der 18. Infanterie-Division ernannt. Mit diesem Regiment nahm er am Überfall auf Polen teil. Anschließend wurde er auf eine sechswöchige Vortragsreise nach Japan geschickt.
Nach seiner Beförderung zum Oberstleutnant führte er sein Bataillon zu Beginn des Zweiten Weltkriegs, bevor er am 23. Mai 1940 in die Führerreserve versetzt wurde. Am 21. August 1941 wurde ihm als Oberstleutnant und Kommandeur des Infanterie-Regiments 426 in der 126. Infanterie-Division das Ritterkreuz des Eisernen Kreuzes für seinen Einsatz an der nördlichen Ostfront verliehen. Von November 1942 bis November 1943 war er erst Taktiklehrer und anschließend bis April 1944 Nachfolger von Wolf Hagemann als Leiter des Lehrstabs 2 der Infanterieschule des Heeres in Döberitz bei Berlin. Der Oberst Hemmann führte ab September 1944 als Nachfolger von Rudolf Sieckenius die 263. Infanterie-Division bei der 16. Armee (I. Armeekorps) an der nördlichen Ostfront. Im Oktober 1944 wurde er erst zum Generalmajor, Ende April 1945 noch zum Generalleutnant befördert. Bei Kriegsende 1945 geriet er mit seiner Division bei der Zerschlagung des Kurland-Kessel in sowjetische Kriegsgefangenschaft, aus der er 1955 entlassen wurde.